# Jelenje
Jelenje es un municipio de Croacia en el condado de Primorje-Gorski Kotar.

## Geografía
Se encuentra a una altitud de 299 m s. n. m. a 158 km de la capital nacional, Zagreb.

## Demografía
En el censo 2011 el total de población del municipio fue de 5344 habitantes, distribuidos en las siguientes localidades:
- Baštijani - 18
- Brnelići - 85
- Drastin -  17
- Dražice -  2 093
- Jelenje -  425
- Kukuljani - 87
- Lopača - 87
- Lubarska - 114
- Lukeži -  193
- Martinovo Selo - 117
- Milaši - 76
- Podhum - 1 446
- Podkilavac -  332
- Ratulje - 114
- Trnovica - 47
- Valići -  1
- Zoretići - 92

| Gráfica de población de Jelenje 1857-2011                           |
|                                                                     |
| Según los censos de población de la oficina estadística de Croacia. |